# Sheep (mixtape)
Sheep es la segunda mixtape de la productora venezolana de música electrónica Arca. Fue lanzada para descarga gratuita el 13 de enero de 2015 a través de SoundCloud. Sirvió como banda sonora del desfile de la marca marca de lujo Hood by Air en la 87.ª edición de la feria de moda masculina Pitti Uomo en Florencia (Italia). Aunque está compuesta por once canciones, la mixtape se presenta en secuencia como una sola pista.

## Recepción crítica
Birkut de Tiny Mix Tapes dijo que «[l]a mezcla minimiza espléndidamente los matices melódicos que funcionaron tan bien en Xen; los tonos altos intercalados y los contrapuntos de graves pesados se mezclan aquí para proporcionar un paisaje sonoro inquebrantable». Escribiendo para Sputnikmusic, Pon dijo que «Sheep es fascinante porque hace un desvío estilístico completo de Xen, mientras conserva el núcleo estético de este último, manipulándolo de tal manera que los dos se conviertan atmosféricamente en polos opuestos» y que «[l]a vibra extraterrestre que parece ser una característica de Arca permanece, pero [su] enfoque característicamente cálido, entrañable e indiferente se ha desplazado hacia algo más deliberado y enloquecedor». Michelle Geslani de Consequence of Sound dijo que «abarca toda la gama sonora y emocional, desde momentos de palpitante agresión y aturdimiento galáctico hasta sensualidad palpitante e incluso meditación de himnos».

## Lista de canciones
Todas las canciones están escritas y producidas por Arca.
| N.º   | Título                          | Duración |  |
| 1.    | «Matriarch»                     | 0:44     |  |
| 2.    | «Pity»                          | 2:26     |  |
| 3.    | «Drowning»                      | 2:31     |  |
| 4.    | «En»                            | 1:10     |  |
| 5.    | «Sifter»                        | 0:38     |  |
| 6.    | «Submissive»                    | 1:30     |  |
| 7.    | «Umbilical»                     | 1:38     |  |
| 8.    | «Hymn»                          | 1:36     |  |
| 9.    | «Don't / Else»                  | 1:07     |  |
| 10.   | «At Last I Am Free (Interlude)» | 0:37     |  |
| 11.   | «Immortal»                      | 3:01     |  |
| 16:55 |                                 |          |  |

Créditos de sampleo
- «Sifter» contiene una muestra de «Yayo Ha / W Lana Del Rey» de Beek.
- «At Last I Am Free (Interlude)» contiene una muestra de «At Last I Am Free» de Robert Wyatt.
- «Immortal» contiene una muestra de «Enjoy» de Björk.

## Créditos y personal
- Arca – producción
- Matt Colton – masterización
- Jesse Kanda – diseño de portada